# Libano ai XXI Giochi olimpici invernali
Il Libano ha partecipato ai XXI Giochi olimpici invernali di Vancouver, che si sono svolti dal 12 al 28 febbraio 2010, con una delegazione di 3 atleti.

## Sci alpino
| Gara    | Atleta       | 1° manche    | 2° manche  | Tempo totale | Posizione |
| ------- | ------------ | ------------ | ---------- | ------------ | --------- |
| Slalom  | Ghassan Achi | squalificato |            |              |           |
| Gigante | Ghassan Achi | 1'27"19      | non finito |              |           |

| Gara    | Atleta        | 1° manche | 2° manche | Tempo totale | Posizione |
| ------- | ------------- | --------- | --------- | ------------ | --------- |
| Slalom  | Jacky Chamoun | 1'09241   | 1'08"62   | 2'18"03      | 54        |
| Slalom  | Chirine Njeim | 58"97     | 59"23     | 1'58"20      | 43        |
| Gigante | Chirine Njeim | 1'23"28   | 1'18"33   | 2'41"61      | 43        |
| Super-g | Chirine Njeim | 1'29"59   | 1'29"59   | 1'29"59      | 37        |